# Сретен
Сретен је српско и црногорско мушко име словенског порекла изведено од придева сретан. Може се односити на:
- Сретен Јоцић (рођен 1962), гангстер
- Сретен Лукић (рођен 1955), полицајац
- Сретен Мирковић (рођ. 1958), боксер
- Сретен Стојановић (1898–1960), вајар
- Сретен Жујовић (1899–1976), политичар